# Baissea
Baissea là chi thực vật có hoa trong họ Apocynaceae.